# Helmintosporiose
A helmintosporiose ou mancha-marrom é uma doença comum em plantações de trigo, cevada e sorgo em regiões mais quentes. É causada por fungos das espécies Bipolaris sorokiniana, Drechslera graminea, Exserohilum turcicum  e Cochliobolus sativus.
A dispersão do fungo ocorre através da chuva, do vento ou mesmo das próprias sementes. Altas temperaturas e umidade elevada favorecem a proliferação da doença.
Em plantas atacadas, há formação de pequenas manchas escuras (com halos amarelados) nas folhas em qualquer fase de desenvolvimento. Os conidióforos e conídios do fungo são observados no centro dessas manchas. Podem ainda surgir lesões de coloração escura nos nós da planta, causando-lhe um estrangulamento neste órgão.
Progressivamente, o fungo ataca o colmo, as raízes e as sementes, alterando as características químicas, físicas e fisiológicas das sementes, que ficam enrugadas e apresentam a ponta escurecida. Em sementes armazenadas, os fungos patogénicos podem ainda sobreviver sob a forma de micélio no endosperma da semente, sob condições de estresse hídrico, atacando o sistema radicular e as partes aéreas durante a germinação. 
O controle da doença geralmente é realizado com a aplicação de fungicidas, rotação de cultivo de plantas não-hospedeiras e tratamento das sementes.